# Kanadische Beachhandball-Nationalmannschaft der Männer
Die kanadische Beachhandball-Nationalmannschaft der Männer repräsentiert den kanadischen Handball-Verband als Auswahlmannschaft auf internationaler Ebene bei Länderspielen im Beachhandball gegen Mannschaften anderer nationaler Verbände.
Eine als Unterbau fungierende Nationalmannschaft der Junioren wurde bislang ebenso wenig ins Leben gerufen wie eine Kanadische Beachhandball-Nationalmannschaft der Frauen als weibliche Pendant.

## Geschichte
Die kanadische Beachhandball-Nationalmannschaft gehörte zu den Pionieren der Sportart. Kanada gehörte zu den sechs Nationen, die zu den Pan-Amerikanischen Meisterschaften 1998, der ersten internationalen Meisterschaft im Beachhandball überhaupt ein Nationalteam entsandten. Wie auch im Jahr darauf, beide Male in Rio de Janeiro, belegte Kanada mit den Rängen sechs und vier die letzten Ränge des Turniers. Danach entsandte Kanada für mehr als 20 Jahre keine Mannschaften mehr zu internationalen Meisterschaften. In dieser Zeit wandelte sich die Sportart, obwohl im Kern gleich bleibend, in diversen Details und emanzipierte sich immer mehr vom Hallenhandball. Zudem gab es massive strukturelle Veränderungen in den Amerikas: nachdem sich auf Druck der Internationalen Handballföderation (IHF) im April 2019 die Pan-American Team Handball Federation (PATHF) auflöste und in den beiden Nachfolgeorganisationen Handballkonföderation Nordamerikas und der Karibik (NACHC beziehungsweise NORCA) und Süd- und mittelamerikanische Handballkonföderation (SCAHC beziehungsweise COSCABAL) aufging, wurde es auch wieder interessanter für Nationen wie Kanada, ihr Engagement in Hinblick auf die neuen Nordamerika- und Karibikmeisterschaften auszuweiten. Beim ersten Turnier 2019 trat die Mannschaft noch nicht an, 2022 kehrte Kanada in Acapulco wieder auf die internationale Bühne zurück. Erstmals wurden die Kanadier nicht Letzte, sondern belegte den sechsten Rang unter acht teilnehmenden Mannschaften.

## Trainer
| Cheftrainer/in - 2022: Stephen Fodor | Co-Trainer/in - 2022: Khalil El Haddaoui |

## Teilnahmen
| World Games - 2001: keine Teilnahme - 2005: keine Teilnahme - 2009: nicht qualifiziert - 2013: nicht qualifiziert - 2017: nicht qualifiziert - 2022: nicht qualifiziert World Beach Games - 2019: nicht qualifiziert - 2023: | Weltmeisterschaften - 2001: abgesagt - 2004: nicht qualifiziert - 2006: nicht qualifiziert - 2008: nicht qualifiziert - 2010: nicht qualifiziert - 2012: nicht qualifiziert - 2014: nicht qualifiziert - 2016: nicht qualifiziert - 2018: nicht qualifiziert - 2020: nicht qualifiziert, abgesagt - 2022: nicht qualifiziert | Pan-Amerikanische Meisterschaften - 1998: 6. - 1999: 4. - 2004: keine Teilnahme - 2008: keine Teilnahme - 2012: keine Teilnahme - 2014: keine Teilnahme - 2016: keine Teilnahme - 2018: keine Teilnahme Nordamerika- und Karibikmeisterschaften - 2019: keine Teilnahme - 2022: 6. |

- PAM 1998: Kader derzeit nicht bekannt

- PAM 1999: Kader derzeit nicht bekannt

- NKM 2022: Geran Christiansen • Mitchell Fodor • Alexander Groenen • Jackson Howden • Will Jordan • Colton Kuypers • Jacob O’Shea • Simon Prelle • Ethan Vincent • Maximilian Wagg[3] • Ersatz: Shane Poiser • Russel Reinhardt[4]

- SoCal 2022: Geran Christiansen • Mitchell Fodor • Blaise Holloway • Will Jordan • Jason Miller • Simon Prelle • Kinnkade Streit • Ethan Vincent[5]